# American Siege
American Siege es una película de acción estadounidense de 2022 escrita y dirigida por Edward Drake. Está protagonizada por Timothy V. Murphy, Bruce Willis, Rob Gough, Johann Urb, Anna Hindman, Johnny Messner, Cullen G. Chambers y Janet Jones. La película fue estrenada por Shout! Estudios el 7 de enero de 2022. American Siege fue criticada por los críticos.

## Argumento
Un sheriff recibe la misión de acabar con una banda de ladrones que han tomado como rehén a un médico rico. 

## Elenco
- Bruce Willis como Ben Watts
- Rob Gough como Roy Lambert
- Timothy V. Murphy como Charles Rutledge
- Johann Urb como Toby Baker
- Anna Hindman como Grace Baker
- Johnny Messner como Silas
- Cullen G. Chambers como John Keats
- Janet Jones como Marisa Lewis
- Trevor Gretzky como Kyle Rutledge
- Sarah May Sommers como Brigit Baker [2]

## Producción
El rodaje de American Siege comenzó el 10 de noviembre de 2020. Entre los lugares de rodaje notables se incluyen Fitzgerald, Georgia, Bellingham, Washington y Victoria, Columbia Británica . Filmada con un presupuesto de producción de 10 millones de dólares, el rodaje concluyó el 1 de diciembre de 2020.  Shout! Estudios adquirió los derechos de distribución de la película en Norteamérica. 

## Estreno
La película se estrenó en cines y bajo demanda a través de Shout! Estudios el 7 de enero de 2022. 

### Taquilla
Al 27 de agosto de 2022, American Siege recaudó $121,967 en los Emiratos Árabes Unidos, Portugal, Rusia y Corea del Sur,  frente a un presupuesto de $10 millones. 

### Recepción de la crítica
En el sitio web agregador de reseñas Rotten Tomatoes, el 8% de las 13 reseñas de los críticos son positivas, con una calificación promedio de 3.8/10.

## Reconocimientos
Bruce Willis fue nominado por su actuación en esta película, como lo fue por todas las películas en las que apareció, en 2021, en la categoría Peor actuación de Bruce Willis en una película de 2021 en los Golden Raspberry Awards. La categoría fue posteriormente rescindida después de que anunció su retiro debido a afasia.